# Pleißenland

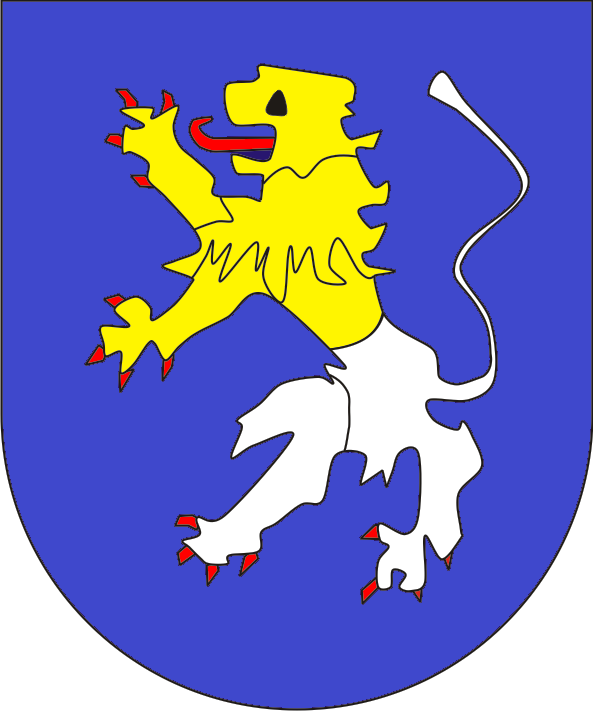
Historisches Wappen des Pleißenlandes

Das Pleißenland ist eine historische Landschaft im westlichen Sachsen und östlichen Thüringen. Es ist nach dem Fluss Pleiße benannt.

## Überblick
Wie archäologische Funde zeigen, war das Pleißenland ursprünglich vereinzelt elbgermanisch besiedelt. Im ausgehenden 6. Jahrhundert fand eine slawische Besiedlung statt. Unter König Heinrich I. wurde es im 10. Jahrhundert Teil des Ostfrankenreiches. Das in Urkunden lateinisch terra plisnensis benannte Gebiet, auch als Pleißengau oder Gau Plisni (urkundlich „pagus Plisni“), war nach den Eroberungen Heinrichs zur Gänze Teil des Reichsguts. In den Auseinandersetzungen der Salier mit dem Reformpapsttum im 11. Jahrhundert schwand der königliche Einfluss auf die Krongüter im nordalpinen Reich, sodass diese allmählich in den Besitz verschiedener Grafengeschlechter gelangten. Wichtige Zentren der terra plisnensis, die sich vor allem im 12./13. Jahrhundert im Zuge der deutschen Ostsiedlung und der Förderung besonders durch die Staufer etablierten, waren Altenburg, Leißnig, Colditz (1143 Reichsburg) und Lausick. Im 12. Jahrhundert stand der Süden des Pleißenlandes unter dem Einfluss der Burggrafen von Nürnberg, im Norden gelangte Groitzsch 1135/43 in den Besitz der Wettiner. Das Reichsgut Pleißenland gewann besonders unter den Staufern an Gewicht.

## Auf- und Ausbau des Pleißenlandes unter Lothar III. und den frühen Staufern

### Lothar III. (1125–1133)
Bereits Kaiser Lothar III. von Süpplingenburg hatte begonnen, die alten Krongüter als Stütze der königlich-kaiserlichen Macht im Reich zu sammeln und zu sichern, nachdem diese in salischer Zeit oftmals dem Königtum entfremdet worden waren. So begann er nicht nur wieder Altenburg als Itinerarort aufzusuchen, sondern förderte auch erste Ansätze eines Landesausbaus, die die königliche Macht im Land stärken sollten. Typisch für die beginnende herrschaftliche Durchdringung des Krongutes erscheint die Errichtung von Klöstern, welche vor allem die umliegenden Wälder roden und urbar machen sollten. Wichtig für das Pleißenland war die Gründung des Klosters Chemnitz 1136, wodurch das westliche Erzgebirge zu einem Schwerpunkt von Rodungs- und Siedlungstätigkeiten wurde, die später vor allem durch pleißenländische Reichsministerialen vorangetrieben wurden. Auch unter den Staufern blieben Klöster ein wichtiges Element der herrschaftlichen Stabilisierung, wie die Bestätigung der Besitzungen und des Königsschutzes für das Chemnitzer Kloster unter König Konrad III. zeigt. Einen zweiten Schwerpunkt bildeten die Gebiete um Leisnig, Colditz und Zwickau. 1135 starb das Haus Groitzsch im Mannesstamm aus, wodurch bereits ein Teil der Reichslehen wieder heimfiel. Wichtig waren auch die Klöster Pegau und Bürgel. Der größte Teil des Groitzscher Allodialgutes ging an Rapoto von Abenberg, wobei allerdings auch das Königtum Gebiete um Groitzsch und Leisnig erworben haben dürfte.

### Konrad III. (1138–1152)
Da es König Konrad III. an eigenem Hausgut mangelte, mit dem er seine Position im Reich hätte stärken können (das staufische Allodialgut unterstand seinem Bruder, Herzog Friedrich II. von Schwaben, dem Vater des späteren Kaisers Friedrich I. Barbarossa), musste er sich zwangsweise auf die alten Kronländer aus ottonischer und salischer Zeit stützen, besonders da er sich der welfischen Konkurrenz im Reich erwehren musste. Neben der weiteren Förderung von Klöstern (unter anderem wurden 100 Königshufen im Pleißenwald als Grundstock für die Gründung des späteren Klosters Remse genannt),) die unter Konrad Burggrafschaften errichtet wurden, zum Beispiel 1147 in Altenburg. Diese stellten eine ständige Repräsentanz der Königsmacht dar, es waren Instrumente zur Sicherung und Verwaltung des königlichen Gutes in und um die Reichsburgen. Ihre Inhaber hatten militärische, richterliche und politische Aufgaben. Die durch den Landesausbau neu gewonnenen Nutzflächen unterstanden direkt dem Königtum, da keine älteren dynastischen oder kirchlichen Rechte auf den neu erschlossenen Siedlungsräumen lagen. So konnte Konrad III. das staufische Gewicht im Osten des Reiches verstärken und damit seine eigene Position festigen. Allerdings setzte von allen staufischen Königen allein Konrad konzentriert auf die Burggrafschaften; seine Nachfolger, besonders Friedrich Barbarossa, stützten sich auf die neue Institution der Reichsministerialen. Jedoch erwuchsen sowohl aus Burggrafen wie Ministerialen im 13. Jahrhundert zentrifugale Kräfte, die durch Ausbau des eigenen Allodialgutes die Königsmacht im Pleißenland schwächten.
In einer Stiftungsurkunde Konrad III. aus dem Jahre 1143 für das Kloster Remse im Tal der Zwickauer Mulde, wird ein königlicher Bannwald, der „Pleißenwald“ im Westerzgebirge erwähnt „in regali silva Blissinensi“, in dem die gestifteten 100 Königshufen des neuen Klosters Remse lagen. Dieses westsächsische Waldgebiet war Königsgut im Pleißenland.

### Friedrich I. Barbarossa (1152–1190)
Noch während Konrads III. Herrschaft war Herzog Friedrich III. von Schwaben, der spätere König und Kaiser Friedrich Barbarossa, im Pleißenland aktiv gewesen. Bald nach 1147 erwarb er von Rapoto von Abenberg Teile des Groitzscher Erbes, die aber nicht in Verbindung zu Altenburg standen. Eine gemeinsame Planung Konrads und Friedrichs im mitteldeutschen Osten ist aber nicht wahrscheinlich. Zwar befand sich Friedrich zu Beginn seiner Herrschaft in einer besseren Position als sein Onkel, doch die Auseinandersetzung mit den Welfen unter Heinrich dem Löwen (erst 1180/81 mit dessen Niederwerfung zeitweilig gelöst) und seine recht erfolglosen ersten Italienzüge 1154/55 und 1158 veranlassten auch Barbarossa, sich verstärkt auf die Krongüter im mitteldeutschen Osten zu konzentrieren, denn die Gebiete östlich der Saale boten die Möglichkeit der direkten Königsherrschaft über relativ große und noch zu erschließende Gebiete mit starkem wirtschaftlichen und politischen Potenzial. Die erste bedeutende Maßnahme war der Gütertausch mit Heinrich dem Löwen 1158. Dabei entschädigte der Kaiser das Reich für die abgetretenen Reichsgüter (z. B. den Königshof Pöhlde und weitere Güter im Westharz (Scharzfels, Herzberg)), indem er jenen Besitz dem Reich übereignete, den er vorher von Rapoto von Abenberg erworben hatte (namentlich waren das die Burgen Leisnig und Colditz, die Festung Lausick und andere). Die wirkliche Umwandlung des Pleißenlandes in ein Reichsland trat erst um 1165 ein. Dies bedeutete einen intensiven Ausbau des Pleißenlandes und eine forcierte Städteentwicklung, zum Beispiel die Errichtung einer Pfalz in Altenburg und eines Augustiner-Chorherrenstiftes ebendort 1165, welches 1172 geweiht wurde. Auch die Verleihung von Markt-, Münz- und Zollrechten an das Kloster Pegau, die Stadtrechtsverleihung an die Altenburger Bartholomäussiedlung und die Einrichtung einer Münzstätte in Altenburg zählten dazu. Wohl um 1170 gründete Friedrich Barbarossa die Städte Chemnitz und Zwickau bzw. verlieh ihnen das Stadtrecht und ließ zahlreiche weitere Burgen bauen oder ausbauen. Diese kaiserliche Landespolitik hätte für Altenburg, Chemnitz oder Zwickau unter Umständen auch eine Entwicklung zum Status von Reichsstädten bedeuten können, wäre das Pleißenland nicht in den Wirren der letzten Stauferjahre 1242/43 an die Wettiner gelangt.
Die zweite Säule des Ausbaus bildete die Neuordnung der herrschaftlichen Verwaltung. Barbarossa richtete zwischen 1165 und 1172 das Amt des Landrichters ein (zum ersten Mal gesichert nachweisbar allerdings erst 1210). Daneben agierten noch ein scultetus, ein forestarius und ein budellus im Pleißenland. Das Amt des Altenburger Burggrafen blieb zwar bestehen, wurde aber auf militärische Aufgaben beschränkt, sodass seine Befugnisse eher gering waren. Der Kaiser stützte sich beim Landesausbau verstärkt auf die aufstrebenden Kreise der Reichsministerialität. Diese meist Edelfreien bildeten das Fundament des Reichslandes. So gingen Rodungs- und Siedlungsbewegungen vornehmlich von Reichsministerialen (wie den Herren von Colditz), aber auch noch von den Burggrafen, vor allem von Altenburg und Leisnig, aus. Durch die Tätigkeit dieser Herrschaftsträger wurden die alten Kerngebiete um Altenburg und Leisnig/Colditz miteinander verbunden, ebenso ging eine rasche Entwicklung in Richtung Chemnitz bis zum Erzgebirge voran. Die Übereinstimmung in der ungefähr gleichzeitigen Organisation der Verwaltung im Egerland lässt auf ein planmäßiges Vorgehen schließen. In Verbindung mit dem Vogtland konnte Friedrich Barbarossa einen großen Reichsgutkomplex schaffen, der von Colditz im Norden bis Eger und Nürnberg im Süden reichte, ein enormes Gegengewicht zu den Bestrebungen der Welfen in Sachsen und Bayern bildete und somit auch Barbarossas Position im Reich stärkte, wie es von Walter Schlesinger herausgearbeitet worden ist.

Das Pleißenland um 1200

### Heinrich VI. (1190–1197)
Ausgehend von der ihm vom Vater überlassenen Position im Osten verfolgte Kaiser Heinrich VI. eine Machterweiterung in imperialen Maßstäben. So trieb er auch die Reichsgutbildung seiner Vorgänger energisch weiter voran. Eine Möglichkeit, das Reichsgut um Altenburg bis an die Elbe auszudehnen, ergab sich 1195 nach dem Tode des Markgrafen Albrecht der Stolze von Meißen. Noch 1194 hatte der Kaiser im Streit zwischen Otto dem Reichen, Dietrich dem Bedrängten und Albrecht zu vermitteln versucht. 1195, nach dem Tode von Markgraf Albrecht von Meißen, aber zog er die Markgrafschaft Meißen als erledigtes Reichslehen ein und ließ das Gebiet von Reichsministerialen verwalten. Konkreter Einfluss auf die Mark Meißen war aber kaum vorhanden. Es kam zu keinen Veränderungen in den adligen Besitzständen, ebenso wie Bestätigungen und Schutzerklärungen für Klöster und Städte ausblieben. Heinrichs Bestrebungen blieben nur ein kurzes Zwischenspiel, denn der Plan eines großen ostmitteldeutschen Reichsterritoriums zerbrach mit seinem plötzlichen Tod 1197 (oder 1198). Danach fiel dieses sehr erweiterte Reichsterritorium, zu dem auch noch die Oberlausitz gehörte, schnell wieder auseinander. Allerdings war wohl zur Zeit Heinrichs der Ausbau des Pleißenlandes zum größten Teil abgeschlossen. Es war ein mit vielen Burgen und jungen Städten und Dörfern überzogenes und so abgerundetes Reichsterritorium, über welches das Königtum seinen Anspruch geltend machte, direkt oder durch die Reichsministerialen.

## Von den Wirren der Doppelwahl 1198 bis zur Verpfändung unter Friedrich II. im Jahre 1243

### Philipp von Schwaben (1198–1208) und Otto IV. (1198–1218)
Mit der Doppelwahl 1198 von Philipp von Schwaben (1198–1208) und Otto IV. (1198–1218, ab 1209 Kaiser) brach der staufisch-welfische Konflikt von neuem aus. Philipp musste sich nun deutlich zurückhaltender gegenüber den territorialen Fürsten zeigen und konnte nicht so rücksichtslos vorgehen wie noch sein Bruder Heinrich VI. Infolgedessen belehnte er auch Dietrich den Bedrängten mit der Mark Meißen. Das Pleißenland war damit wieder eine starke Säule staufischer Macht. Philipp weilte nicht nur 1203 und 1206 in Altenburg, auch die Reichsterritorien Egerland, Vogtland und Pleißenland erwiesen sich als beständig. Zu den Unterstützern Philipps gehörte sicherlich auch die Altenburger Burggrafenfamilie, was sich wohl im Gegenzug mit ihrer Ernennung zum Landrichter auszahlte. Philipp musste, wollte er das Pleißenland als Machtfaktor erhalten, die wichtigsten Ämter mit loyalen Gefolgsleuten besetzen. Doch dies wurde hinfällig, als Philipp 1208 ermordet wurde. Sehr schnell wandte sich die Loyalität der Herrschaftsträger Otto IV. zu, sodass sich Anfang des 13. Jahrhunderts die Fronten im mitteldeutschen Raum deutlich geändert hatten. Otto musste aber bald dem jungen Staufer Friedrich, dem Sohn Heinrichs VI., entgegeneilen, der aus Italien nach Deutschland zog. Die Gunst der pleißenländischen Herrschaftsträger wechselte erneut, nun auf Seiten des Staufers. Zwar hatte auch Otto IV. im Reichsland Pleißen 1209 einen Hoftag abgehalten, es kam aber kaum zu Veränderungen im Reichsland. Die vier Jahre zwischen der Ermordung Philipps und dem Eintreffen Friedrichs II. nördlich der Alpen wurden von den Herrschaftsträgern des Reichslandes mühelos überbrückt.

### Friedrich II. (1211–1250)
In seinen Bemühungen um Konsolidierung und Rückgewinnung von Reichsgut (und besonders die Anerkennung seiner Königswürde) musste Friedrich II. einen mühseligen Kleinkrieg um Grundbesitz, Burgen, Vogteien, Einkünfte etc. führen. Häufig war er gezwungen, sich seine Anerkennung durch die Vergabe von Besitz und Rechten zu erkaufen. Erst ab 1218, nach dem Tode Ottos IV., begann sich seine Politik zu wandeln. Zunehmend hatte er Reichsgut zurück erworben oder gefestigt, sodass er seine rücksichtsvolle Haltung gegenüber den Fürsten nach und nach aufgab und verstärkt die göttliche Grundlage seiner Herrschaft betonte. Schon vorher hatte der spätere Kaiser auch Einfluss auf den mitteldeutschen Osten genommen, wobei deutliche Impulse vor allem von seinen Hoftagen in Eger zwischen 1213 und 1215 ausgingen. 1215, 1216 und 1217 weilte er auch in Altenburg, wobei er 1214 mit der Einrichtung eines Deutschordenshauses in Altenburg den Ausbau des Pleißenlandes komplettierte.
Da sich aber Friedrichs Herrschaftszentrum in Süditalien, besonders in Sizilien befand, überließ er die Geschäfte im nordalpinen Reich zunehmend seinem Sohn Heinrich. Auch dieser versuchte nach staufischer Tradition den königlichen Besitz auszudehnen und straffer zu organisieren, um einer drohenden anti-staufischen Koalition entgegenzuwirken. So urkundete er 1223 in Altenburg für das Kloster Altzella, hielt 1232 einen Hoftag in Eger ab, ebenso 1234 in Altenburg (der letzte Besuch eines staufischen Königs im Pleißenland). Allerdings brachte er sich zunehmend, aufgrund seiner eigenen Machtbestrebungen, in Gegensatz zu seinem Vater, sodass er schließlich durch seinen vorsichtigeren Bruder Konrad ersetzt wurde.
Friedrich II. traf nun Entscheidungen, die an seinen imperialen Zielen ausgerichtet waren, und achtete dabei nicht mehr auf die deutschen Verhältnisse oder die Reichslandentwicklung in Mitteldeutschland. Dies führte zu einem Umschwung: Die königliche Herrschaftsausübung im Pleißenland brach allmählich ab, und ein sinnvolles Zusammenwirken zwischen Reichsländern und Reichsgewalt war nach der Absetzung seines Sohnes Heinrich nicht mehr vorhanden. Dies bereitete den Weg zum einen für das Ausbreiten der zentrifugalen Kräfte der pleißenländischen Reichsministerialität, die nun ihren eigenen Besitz auf Kosten des Königsgutes auszudehnen versuchte; zum anderen strebten nun vor allem die Wettiner zunehmend nach Westen und zerbrachen ohne große Gegenwehr die Reichslandskonzeption Friedrich Barbarossas.
1242 trat Kaiser Friedrich II. in die endgültige Auseinandersetzung mit dem Papsttum um dessen Universalanspruch ein. Um in diesem Konflikt bestehen zu können, war jede Partei gezwungen, ihre Kräfte zu sammeln, Verbündete zu suchen und an sich zu binden. In diesem Kontext steht die Verpfändung des Pleißenlandes an die Wettiner als Mitgift der Kaisertochter Margaretha. Sie wurde 1243 mit dem Sohn des Markgrafen Heinrich des Erlauchten, Albrecht verlobt. Die Heirat erfolgte 1255. Albrecht war ab 1263 Landgraf von Thüringen und ab 1288 auch Markgraf von Meißen. Die Verpfändung war dabei keinesfalls als dauerhafte Herauslösung des Pleißenlandes aus dem Reichsgut geplant, sondern der Notwendigkeit der verschärften politischen Situation geschuldet; sie zielte vor allem auf eine stärkere Bindung der Wettiner an den Kaiser. Bald darauf ließ Friedrich II. eine Sondersteuer in Sizilien erheben, um das Gebiet wieder auszulösen, was sich jedoch als vergeblich erwies. In den Jahren 1252/53 machten die Wettiner ihre Ansprüche auf die Pfandschaft deutlich, endgültig dann mit der Vermählung zwischen Albrecht und Margaretha.
Auch wenn nach der Zeit des sogenannten Interregnums Versuche unternommen wurden, die Reichsgüter im mitteldeutschen Raum wieder zu sammeln, besonders unter Rudolf von Habsburg, erwiesen sich die wettinische Stellung und die Kräfte der kleinen Herrschaftsträger im Pleißenland als nicht mehr revidierbar. Bis 1373 fielen die verpfändeten Reichsgüter nacheinander und endgültig an die Wettiner, die sie in ihr Territorium eingliederten.

### Nach dem Zerfall des Pleißenlandes und des Königtums
Laut Walter Schlesinger kam das Reichsland Pleißen nach dem Niedergang der Staufer in den Besitz der Wettiner, des Königreiches Böhmen und in den Besitz verschiedener Reichsministerialen, die es schon zuvor im königlichen Auftrag als Burggrafen oder Vögte verwaltet hatten, und nun eigene reichsunmittelbare Herrschaften begründeten. Zu nennen wären hier besonders die Geschlechter:
- von Altenburg,
- von Leisnig,
- von Colditz,
- von Schönburg,
- Herren von Crimmitschau,
- Herren von Drachenfels,
- Vögte von Reuß und sicher noch weitere.

Ihre Territorien konnten sich noch einige Zeit „unabhängig“/reichsunmittelbar von den Wettinern behaupten, bevor auch sie in den kursächsischen Staat oder ins sächsische Herzogtum Thüringen eingegliedert wurden. Mehrere Geschlechter begaben sich dazu bereits um 1300 unter böhmische Oberhoheit, indem sie ihre reichsunmittelbaren Herrschaften an den böhmischen König gaben und von ihm als böhmisches Reichsafterlehen zurück erhielten. Denen von Schönburg gelang so die rechtliche Unabhängigkeit von Sachsen bis 1740/1779. Nur dem Fürstenhaus Reuß gelang es bis 1918 ein eigenständiger Staat zu bleiben.